# Ramon Esquerra i Clivillés
Ramon Esquerra i Clivillés (Barcelona, 1909 - batalla del Segre, 1938?) va ser crític, estudiós de la literatura, traductor i professor de l'Institut Francès de Barcelona i de l'Institut-Escola de la Generalitat de Catalunya.

## Biografia
Introductor de la literatura comparada a Catalunya, va publicar diversos estudis acadèmics sobre escriptors europeus, entre els quals destaquen Balmes i Chateaubriand (1936), Stendhal en España: 1835-1935 (aparegut a la Revue de Littérature Comparée, el 1936) i Shakespeare a Catalunya (1937). Va ser un prolífic crític literari; les seves ressenyes sobre literatura francesa i, sobretot, sobre novel·la anglesa, van aparèixer a La Veu de Catalunya, La Publicitat, Mirador, Criterion, El Matí i L'Esplai (en aquests dos últims, solia signar com a E. Clivillés).
Una selecció de la seva crítica literària va ser recollida en el volum Lectures europees (1936), on abordava des de clàssics com ara William Shakespeare i Michel de Montaigne, fins a Katherine Mansfield, Virginia Woolf, Joseph Conrad, D.H.Lawrence, Aldous Huxley i William Faulkner, passant per la novel·la detectivesca. Treballà per a l'Editorial Apolo, segell dins del qual publicà els manuals Iniciación a la literatura (1937) i Vocabulario literario (1938), així com traduccions de Thomas More i Aldous Huxley.
La reedició de Lectures europees l'any 2006 per part dels segells editorials L'Albí & Faig va ser la primera baula de recuperació de Ramon Esquerra, que ha estat reconegut com una de les figures de la crítica literària catalana més destacada de la generació de preguerra. El 30 de gener de 2007 se celebrà l'acte institucional de creació del Fons Ramon Esquerra a la Biblioteca de Catalunya, amb els papers personals del crític cedits pels fills Joan i Pere Esquerra (per mediació de Jordi Castellanos i Teresa Iribarren). El 2009 es reedità Shakespeare a Catalunya i el 2010 l'estudiós Guillem Molla defensà a la Universitat de Girona la primera tesi doctoral sobre la figura del crític.

## Assaig
- Els orígens del gravat a les terres catalanes (14..-1540) (1933)
- Balmes i Chateaubriand (1936)
- Lectures europees (1936)
- Shakespeare a Catalunya (1937)
- Iniciación a la literatura (1937)
- Vocabulario literario (1938)

## Traduccions
- Flaubert, Gustave, Tres contes. Barcelona: Quaderns literaris 131-132, 1936.
- Conrad, Joseph, Dues històries d'inquietud. Barcelona, Quaderns literaris 136, 1936.
- Mauriac, François, Dijous Sant. Barcelona: Apol·ló, 1936.
- Giraudoux, Jean, Intermezzo. Barcelona, Quaderns literaris 208, 1938.
- Giraudoux, Jean, Amfitrió'38. Barcelona, Institut del Teatre, Edicions del Mall, 1985.